# Nick DeWitz
Nicholas Adam DeWitz, detto Nick (Mesa, 16 settembre 1982), è un ex cestista statunitense, professionista in Europa e in Asia.

## Palmarès
- Campionato portoghese: 1

Benfica: 2010
- Supertaça de Portugal de Basquetebol: 1

Benfica: 2009